# Jämsä

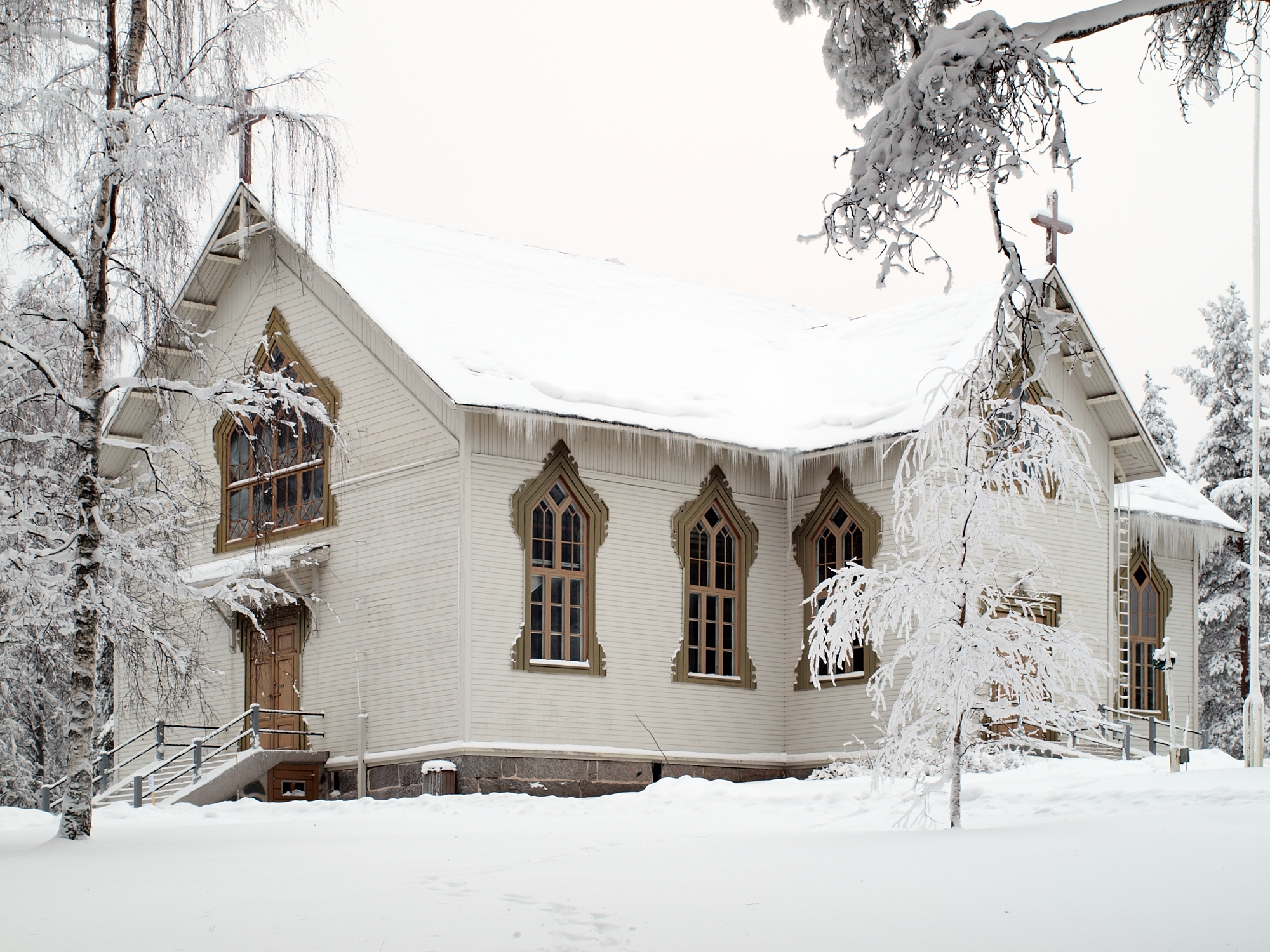
Església de Koskenpää

Jämsä és una ciutat al centre de Finlàndia. Té una població de 22.511 habitants i una extensió de 1823,91 km², dels quals 252,57 km² són d'aigua.

## Ciutats agermanades
- Rostov, Rússia
- Ballerup, Dinamarca
- Fagersta, Suècia
- Åsnes, Noruega